# Аналіз виживаності
Аналіз виживаності — галузь статистики, що аналізує очікуваний час до моменту відбуття події, зокрема смерті біологічних організмів або поломки механічних систем. У різних науках аналіз виживаності має назву теорія надійності або аналіз надійності (інженерія), аналіз тривалості або моделювання тривалості (економіка) та аналіз історії подій (соціологія). Аналіз виживаності намагається відповісти на такі запитання як: який відсоток популяції виживе через певний відрізок часу? З тих, хто виживе, з якою швидкістю вони гинутимуть? Чи можна брати до уваги різні причини смерті? Як різні обставини та характеристики підвищують або знижують ймовірність виживання?

## Застосовувані види розподілу
- Експоненційний розподіл
- Розподіл Вейбула
- Лог-логістичний розподіл[en]
- Гамма-розподіл
- Експоненційно-логарифмічний розподіл[en]

## Застосування
- Кредитний ризик
- Актуарна математика
- Ймовірність судової помилки[en] щодо засуджених до смертної кари
- Період освоєння нових металевих складових в аерокосмічній промисловості
- Передбачувачі карного рецидивізму
- Розподіл виживаності серед радіомічених тварин[en]
- Період до насильної смерті римських імператорів

## Чит. також
- Collett, David (2003). Modelling Survival Data in Medical Research (вид. Second). Boca Raton: Chapman & Hall/CRC. ISBN 1584883251.
- Elandt-Johnson, Regina; Johnson, Norman (1999). Survival Models and Data Analysis. New York: John Wiley & Sons. ISBN 0471349925.
- Kalbfleisch, J. D.; Prentice, Ross L. (2002). The statistical analysis of failure time data. New York: John Wiley & Sons. ISBN 047136357X.
- Lawless, Jerald F. (2003). Statistical Models and Methods for Lifetime Data (вид. 2nd). Hoboken: John Wiley and Sons. ISBN 0471372153.
- Rausand, M.; Hoyland, A. (2004). System Reliability Theory: Models, Statistical Methods, and Applications. Hoboken: John Wiley & Sons. ISBN 047147133X.